# Henri Frankfort
Henri Hans Frankfort (Amsterdam, 24 de febrer de 1897 - Londres 16 de juliol de 1954) va ser un egiptòleg, arqueòleg i orientalista neerlandès.

## Biografia
Va estudiar història a la Universitat d'Amsterdam, i posterior es va desplaçar a Londres, on, en 1924, va obtenir un grau MA amb Sir Flinders Petrie del University College. En 1927 va obtenir un doctorat a la Universitat de Leiden. Es va casar amb Henriette Groenwegen i posteriorment amb Enriqueta Harris.
Entre 1925 i 1929 Frankfort va ser director de les excavacions de l'Egypt Exploration Society (EES) de Londres a Al-Amārna, Abidos i Armant. En 1929 va ser convidat per Henry Breasted per ocupar el càrrec de Field Director de l'Institut Oriental de Chicago en la seva expedició a l'Iraq. En morir Fritz Saxl, va ser nomenat el 1948 director de l'Institut Warburg de Londres, càrrec que va ostentar fins a la seva mort (i que va ser ocupat llavors per Gertrud Bing).
El 1937 Frankfort i Emil Kraeling van identificar una dona al Relleu Burney (c 1700 aC) com la Lilit de la mitologia jueva posterior, tot i que aquesta identificació, en l'actualitat, és rebutjada de manera generalitzada.
Juntament amb Ernest Wallis Budge, va proposar la idea, revolucionària en el seu temps, que la civilització egípcia va sorgir d'una base africana en comptes d'asiàtica (tant en els aspectes culturals, com religiosos i ètnics). Va escriure 15 llibres i monografies i uns 73 articles en revistes, tots sobre l'antic Egipte, arqueologia i antropologia cultural, especialment sobre els sistemes religiosos de l'Antic Orient Pròxim.
Erik Hornung en la seva influent obra "Conceptions of God in Ancient Egypt, The One and the Many" va reconèixer el seu deute amb les obres prèvies escrites per Henri Frankfort.